# Саралжын (Сырымский район)
Саралжын (каз. Саралжын, до 2018 г. — Биринши Май) — село в Сырымском районе Западно-Казахстанской области Казахстана. Входит в состав Жымпитынского сельского округа. Код КАТО — 275830200.

## Население
В 1999 году население села составляло 218 человек (117 мужчин и 101 женщина). По данным переписи 2009 года, в селе проживало 115 человек (69 мужчин и 46 женщин).